# Ginevrabotnen
Ginevrabotnen is een fjord dat deel uitmaakt van de Noorse eilandengroep Spitsbergen.
Het fjord is vernoemd naar de jacht Ginevra van Schots ontdekkingsreiziger James Lamont.

## Geografie
Het fjord is zuidwest-noordoost georiënteerd met een lengte van ongeveer 30 kilometer en een breedte van ongeveer 15 kilometer. Hij mondt uit in het zuidwesten uit in het fjord Storfjorden en via een zeestraat in het noordoosten op de zee Olgastretet.
Ten noordwesten van het fjord ligt het eiland Spitsbergen en ten zuidoosten het Barentszeiland.